# Gigi Zanchetta
Gigliola Concepción «Gigi» Zanchetta Pirela (Caracas, 3 de abril de 1966) es una actriz venezolana. Su padre es de ascendencia italiana, su madre es de Caracas y su abuela materna, María Angélica Barroeta, es de familia vasca y francesa.
A la edad de 25 años se estrena como mamá dando a luz a su hijo Ricardo, producto de la unión de Zanchetta con el actor y cantante Ricardo Mandini.
Su primer trabajo fue a los 14 años, como extra en la telenovela Luisana mía; sin embargo su primer papel importante fue el de Eliana Ascanio en la telenovela Cristal. A lo largo de su carrera artística Zanchetta ha protagonizado telenovelas entre las que se encuentran Primavera junto a Fernando Carrillo y también ha interpretado papeles antagónicos en Cara sucia y La dama de rosa, junto a Jeannette Rodríguez.     
Fue famoso su desnudo en la revista española Interviú, cuando la telenovela Cristal era la sensación de la televisión española.

## Telenovelas
| Telenovela | Telenovela             | Telenovela                      | Telenovela |
| Año        | Telenovela             | Papel                           |            |
| ---------- | ---------------------- | ------------------------------- | ---------- |
| 2015-2016  | Vivir para amar        | América Benavides               |            |
| 2012       | ¡Válgame Dios!         | Mariela Campos de Gamboa        |            |
| 2011       | Natalia del Mar        | Mirtha Úribe                    |            |
| 2009-2010  | Si me miran tus ojos   | Alicia Guzmán                   |            |
| 2006-2007  | Te tengo en salsa      | Matilde Guillén de Palacios     |            |
| 2006       | Los Querendones        | Caridad Arriechi                |            |
| 2004-2005  | Sabor a ti             | Sonia Fernández                 |            |
| 2003       | Engañada               | Arelys Anselmi                  |            |
| 2002       | Las González           | Violeta González                |            |
| 2002       | Mambo y canela         | Amanda                          |            |
| 2001       | Más que amor, frenesí  | Hada Marina Fajardo de Pimentel |            |
| 2000       | Hechizo de amor        | Carolina Sánchez                |            |
| 1999-2000  | Toda mujer             | Verónica Velásquez              |            |
| 1999       | El país de las mujeres | Greta Escalona                  |            |
| 1998-1999  | Enséñame a querer      | Yadira                          |            |
| 1997       | Contra viento y marea  | Xiomara Quintana                |            |
| 1995-1997  | Pecado de amor         | Raiza Morón                     |            |
| 1995-1996  | Dulce enemiga          | María Victoria Andueza          |            |
| 1993-1994  | Ángel o Demonio        | María Soledad / Narcisa         |            |
| 1992       | Cara sucia             | Santa Ortigoza                  |            |
| 1992       | Inolvidable            | María Gabriela                  |            |
| 1990       | El engaño              | Gisela Gómez                    |            |
| 1989       | Alondra                | María Teresa                    |            |
| 1987-1988  | Primavera              | Andreina Méndez / Aries         |            |
| 1986-1987  | La dama de rosa        | Eleonora Albánez                |            |
| 1986       | Mansión de Luxe        | Delia Sardaños                  |            |
| 1985-1986  | Cristal                | Eliana Ascanio                  |            |

## Cine
- La pura mentira como Jennifer (2012)
- Más allá del silencio - (1985)

## Radionovelas
- Cumbres Borrascosas; de Emily Brontë; Producida por Alberto Cimino para  "El Universo del Espectáculo"
- Nosotros que nos quisimos tanto; de José Luis Contreras; Producida por Alberto Cimino para "El Universo del Espectáculo"
- El malentendido; de Albert Camus; Producida por Alberto Cimino para "El Universo del Espectáculo"